# 広島市道駅前観音線
広島市道駅前観音線（ひろしましどう えきまえかんおんせん）は、広島県広島市南区の広島駅前交差点（JR広島駅南口）から、中区を経由して広島県広島市西区南観音三丁目の広島スタジアム入口交差点へ至る道路（市道）である。この道路は、通称「城北通り」、「中広通り」といわれる。
- 起点：広島市南区松原町・広島駅前交差点（JR広島駅南口・広島県道37号広島三次線・広島市道駅前大州線・広島市道駅前吉島線交点）
- 終点：広島市西区南観音三丁目・広島スタジアム入口交差点（国道2号・広島県道262号南観音観音線交点）
- 総延長：約5.9km

## 重複区間
- 広島県道37号広島三次線（広島市南区松原町・広島駅前交差点〔起点〕 - 広島市中区東白島町・白島交差点）
- 広島県道84号東海田広島線（広島市南区大須賀町・常盤橋東詰交差点 - 広島市西区横川町三丁目・横川3丁目交差点）
- 国道183号・国道261号（広島市西区横川町三丁目・横川3丁目交差点 - 広島市西区横川町二丁目・横川駅前交差点）

## 地理
- 西日本旅客鉄道（JR西日本）山陽新幹線・山陽本線・芸備線 広島駅南口・広島駅ビル「アッセ (ASSE) 」
- 広島電鉄本線
- 福屋広島駅前店（エールエールA館）
- 広島JPビルディング
  - 広島JPビル郵便局
- 広島県立美術館
- 広島電鉄白島線
- 広島はくしま病院
- 日本郵政グループ広島ビル
  - 広島白島郵便局
- 中国放送本社
- 広島市立基町高等学校
- 広島高速交通広島新交通1号線（アストラムライン） 城北駅
- 西日本旅客鉄道（JR西日本）山陽本線・広島高速交通広島新交通1号線 新白島駅
- 西日本旅客鉄道（JR西日本）山陽本線・可部線 横川駅
- 広島電鉄横川線
- フレスタモールCAZL横川
  - フレスタ横川店
- 横川商店街
- 西区区民文化センター
  - 広島市立西区図書館
- 広島市立中広中学校
- 広島西郵便局
- 広島電鉄本線
- 広島西消防署
- 広島市西区役所
- 広島県立広島観音高等学校

## 通過する自治体
- 広島県
  - 広島市
    - 南区
    - 中区
    - 西区

## 交差・接続する道路
- 広島県道37号広島三次線・広島市道駅前大州線・広島市道駅前吉島線（広島市南区松原町・広島駅前交差点〔起点〕）
- 広島県道84号東海田広島線・広島市道常盤橋大芝線（広島市南区大須賀町・常盤橋東詰交差点）
- 広島県道37号広島三次線・広島市道御幸橋三篠線（広島市中区東白島町・白島交差点）
- 国道54号・国道191号祇園新道（広島市中区西白島町・城北駅北交差点）
- 広島市道三篠橋大芝線（広島市西区楠木町一丁目・三篠橋西詰交差点）
- 国道183号・国道261号・広島県道84号東海田広島線・広島市道横川八木線（広島市西区横川町三丁目・横川3丁目交差点）
- 国道183号・国道261号・広島市道横川江波線（広島市西区横川町二丁目・横川駅前交差点）
- 広島高速4号線中広出入口・広島市道中広宇品線（広島市西区中広町一丁目・中広町2丁目21番交差点）
- 広島市道天満矢賀線（広島市西区上天満町・上天満町交差点）
- 広島県道265号伴広島線（広島市西区天満町・広島西郵便局前交差点）
- 広島市道比治山庚午線（広島市西区西観音町・西観音町交差点）
- 国道2号・広島県道262号南観音観音線（空港通り）（広島市西区南観音三丁目・広島スタジアム入口交差点〔終点〕）

## 別名
- 城北通り（広島市）
- 中広通り（広島市）